# Antonio César Medina
Antonio César Medina (Resistencia, Chaco, Argentina, 18 de diciembre de 1984) es un futbolista argentino que se desempeña como mediapunta. Actualmente forma parte del plantel de Boca Unidos del Torneo Federal A.

## Biografía
Antonio Medina inició su carrera en el Club Atlético Municipales de Resistencia. Allí disputó de forma amateur la Liga Chaqueña de fútbol y obtuvo el título del Apertura 2005. A mitad de año fue transferido a Chaco For Ever donde disputó dos temporadas del Torneo Argentino B.
Desde mediados de 2007 hasta el 2010 jugó en Boca Unidos, club en el que disputó 100 partidos (Argentino A y B Nacional) y marcó 21 goles.
Sorpresivamente, y ante la lesión de Milton Caraglio, la dirigencia de Rosario Central fue en busca de este buen jugador cuando ya iban disputadas 5 fechas del B Nacional y había convertido 1 gol.
En su primer partido en el Canalla, Medina sobresalió en su juego, a tal punto que Reinaldo Merlo lo llamó el nuevo Houseman y Caniggia, por su picardía y velocidad. Ese día, el chaqueño dio el pase para que Alexis Danelón convirtiera el gol que le diera la victoria a Central por 1 a 0 frente a Atlético Rafaela. Sin embargo, con el correr de los partidos y tanto bajo la conducción técnica de Reinaldo Merlo como de Héctor Rivoira, "Tony" no logró demostrar su mejor rendimiento. Si bien intentaba buscaba desequilibrar, su juego individualista lo llevaba constantemente a perder el balón ante las defensas contrarias.
La llegada de Omar Palma a Rosario Central le sentó muy bien al jugador. Aquel lo ordenó en la cancha y le enseñó a jugar para el equipo. Gracias a esto se pudo ver lo mejor del "Tony" en Rosario Central.
En el torneo B Nacional disputó 32 partidos en Rosario Central, siendo titular en 24 de ellos y convirtiendo 4 goles. Fue expulsado en 2 oportunidades.
Se esperaba por parte de los hinchas canallas que en el torneo de la B Nacional fuera una pieza fundamental en el equipo de Juan Antonio Pizzi, y no decepcionó. Tanto es así que estuvo presente en 34 encuentros (29 como titular) en donde convirtió 6 goles, recibió 5 tarjetas amarillas y una roja. Por la Copa Argentina 2011-12, disputó 2 encuentros y no convirtió goles.
Durante el año 2013, el pase de Antonio Medina perteneció a Rosario Central, por lo que siguió vistiendo la camiseta auriazul durante el campeonato de Primera División 2013, compartiendo la delantera en el equipo de Miguel Ángel Russo, junto a Carlos Luna, Sebastián Abreu, Gonzalo Castillejos y Franco Niell.
A fines de 2014, con la llegada del nuevo entrenador Eduardo Coudet, a Rosario Central, este le dio vía libre, por lo cual no será tenido en cuenta por la institución rosarina, y el 6 de enero de 2015 fue transferido a Gimnasia y Esgrima La Plata con un contrato por tres años, y allí haciéndole goles a Aldosivi al cual le convirtió 2 tantos en un mismo partido y a Huracán. 

A partir de enero de 2019, el Tony, así conocido en Corrientes, se vuelve a poner la camiseta de su amado Boca Unidos, que tantos amigos y recuerdos le dejó siempre.

## Clubes
| Club            | País      | Año           | PJ  | G  |
| --------------- | --------- | ------------- | --- | -- |
| Boca Unidos     | Argentina | 2007-2010     | 62  | 16 |
| Rosario Central | Argentina | 2010-2014     | 134 | 18 |
| Gimnasia (LP)   | Argentina | 2015-2016     | 32  | 4  |
| Aldosivi        | Argentina | 2016-2018     | 46  | 5  |
| Boca Unidos     | Argentina | 2019-presente | 21  | 4  |

### Estadísticas
Actualizado el 16 de agosto de 2015.
| Equipo                    | Div.         | Temporada    | Liga     | Liga  | Copa Nacional | Copa Nacional | Copa Internacional | Copa Internacional | Total    | Total |
| Equipo                    | Div.         | Temporada    | Partidos | Goles | Partidos      | Goles         | Partidos           | Goles              | Partidos | Goles |
| Chaco For Ever Argentina  | 4.ª          | 2005-06      | ?        | ?     | -             | -             | -                  | -                  | ?        | ?     |
| Chaco For Ever Argentina  | 4.ª          | 2006-07      | ?        | ?     | -             | -             | -                  | -                  | ?        | ?     |
| Chaco For Ever Argentina  | Total        | Total        | ?        | 12    | -             | -             | -                  | -                  | ?        | 12    |
| Boca Unidos Argentina     | 3.ª          | 2007-08      | ?        | ?     | -             | -             | -                  | -                  | ?        | ?     |
| Boca Unidos Argentina     | 3.ª          | 2008-09      | ?        | 11    | -             | -             | -                  | -                  | ?        | 11    |
| Boca Unidos Argentina     | 2.ª          | 2009-10      | 33       | 4     | -             | -             | -                  | -                  | 33       | 4     |
| Boca Unidos Argentina     | 2.ª          | 2010-11      | 5        | 1     | -             | -             | -                  | -                  | 5        | 1     |
| Boca Unidos Argentina     | Total        | Total        | 38       | 16    | -             | -             | -                  | -                  | 38       | 16    |
| Rosario Central Argentina | 2.ª          | 2010-11      | 32       | 4     | -             | -             | -                  | -                  | 32       | 4     |
| Rosario Central Argentina | 2.ª          | 2011-12      | 36       | 6     | 2             | 0             | -                  | -                  | 38       | 6     |
| Rosario Central Argentina | 2.ª          | 2012-13      | 30       | 4     | -             | -             | -                  | -                  | 30       | 4     |
| Rosario Central Argentina | 1.ª          | 2013-14      | 27       | 2     | 1             | 0             | -                  | -                  | 28       | 2     |
| Rosario Central Argentina | 1.ª          | 2014         | 11       | 1     | -             | -             | 1                  | 0                  | 12       | 1     |
| Rosario Central Argentina | Total        | Total        | 136      | 17    | 3             | 0             | 1                  | 0                  | 140      | 17    |
| Gimnasia (LP) Argentina   | 1.ª          | 2015         | 16       | 4     | 2             | 0             | -                  | -                  | 18       | 4     |
| Gimnasia (LP) Argentina   | Total        | Total        | 16       | 4     | 2             | 0             | -                  | -                  | 18       | 4     |
| Total Clubes              | Total Clubes | Total Clubes | 312      | 49    | 5             | 0             | 1                  | 0                  | 318      | 49    |

## Palmarés

### Campeonatos nacionales
| Título        | Club            | País      | Año  |
| ------------- | --------------- | --------- | ---- |
| Liga Chaqueña | Municipales     | Argentina | 2005 |
| Argentino B   | Boca Unidos     | Argentina | 2007 |
| Argentino A   | Boca Unidos     | Argentina | 2009 |
| B Nacional    | Rosario Central | Argentina | 2013 |
| B Nacional    | Aldosivi        | Argentina | 2018 |